# 高颖颖
高颖颖（1981年9月17日—），女，辽宁大连人，中国已退役足球运动员，目前为青训教练，司职守门员，中国国家女子足球队成员，曾随中国国家队参加2004年夏季奥运会女子足球比赛，最终队伍未能从小组赛突围，获得第九名。